# Anna Maria Princigalli
Anna Maria Princigalli (Bergamo, 2 ottobre 1916 – Roma, 24 gennaio 1969) è stata una pedagogista, partigiana e politica italiana.

## Biografia
Il padre Antonioera un tenente colonnello originario di Canosa di Puglia di stanza nel Nord Italia durante la prima guerra mondiale, la madre Maria Zell, era una maestra elementare bergamasca di origini ebraiche, svizzere e tedesche. Anna Maria è la sorella maggiore della giornalista Ada Princigalli e del dirigente PSI, PSIUP e PCI, Giacomo Princigalli.
Anna Maria trascorse l'infanzia e l'adolescenza a Canosa, che lasciò al raggiungimento della maggiore età per studiare all'Università degli Studi di Firenze. Entrò a far parte degli studenti favoriti del filosofo Ludovico Limentani che in una lettera a Eugenio Garin la definì "tanto intelligente e fervida, e graziosa di maniere, oltre che di aspetto". All'entrata in vigore delle leggi razziali Limentani venne espulso dall'università e lei passò sotto la direzione di Garin, poco prima della laurea si ammalò di tubercolosi, curata da un parente di Garin, si laureò in storia della filosofia. 
Nella primavera del 1944 si sottopose a Milano ad un intervento chirurgico che comportò l'asportazione parziale di un polmone. Trascorse la convalescenza nel sanatorio di Miazzina in provincia di Verbania, dove prese contatto con esponenti della Resistenza unendosi nel giugno dello stesso anno, probabilmente, alla brigata Giovine Italia nella quale militava anche Nino Chiovini che in seguito si unì alla brigata Cesare Battisti e costituì la Volante Cucciolo. Con Chiovini instaurò un duraturo rapporto di amicizia.
Anna Maria Princigalli si unì ai gruppi partigiani in uno dei periodi più tragici della Resistenza in Ossola, l'11 giugno 1944 ha infatti iniziò il rastrellamento della Val Grande al quale fece seguito una riorganizzazione dei gruppi, il 1º agosto venne costituita la brigata garibaldina Valgrande Martire, con il nome di battaglia di "Anna Maria" vi ricoprì il ruolo di capo dell'Ufficio Stampa e Propaganda. La Valgrande Martire fu una delle brigate protagoniste della prima liberazione dell'Ossola che portò alla costituzione della Repubblica partigiana dell'Ossola nel settembre del 1944. 
Venne arrestata il 15 ottobre 1944 a Bedero e fu incarcerata a Varese. In carcere venne torturata dai fascisti, durante la prigionia si ripresentarono i sintomi della malattia polmonare. Rilasciata il 4 dicembre 1944, dal marzo 1945 entrò nella neo-costituita Divisione Mario Flaim, dove fu a capo dell'Ufficio Stampa e Propaganda, sola donna ad ottenere il grado di ufficiale.
Dopo il 25 aprile diresse i primi otto numeri della rivista intitolata dapprima "Valgrande martire: giornale della brigata alpina Valgrande martire" e poi "Monte Marona giornale della divisione alpina Mario Flaim". 
Lasciò la rivista per assistere Luciano Raimondi nella fondazione e direzione del Convitto Scuola della Rinascita a Milano, aperto ai partigiani e reduci di guerra privi di formazione, ma anche ai bambini ed adolescenti orfani e sfollati di guerra. Fece parte della cosiddetta "brigata universitaria" costituita da ex partigiani che per volontà del filosofo Antonio Banfi andò a rinnovare il corpo accademico dell'ateneo milanese dove insegnò psicologia infantile.
Fu la direttrice del Convitto della Rinascita di Novara che rappresentò alle Conferenze dei direttori delle comunità di bambini in Svizzera, Francia e Belgio. Partecipò alla fondazione della FICE – Féderation Internationale des Communautés d’Enfants affiliata all'UNESCO e si specializzò in psicologia infantile all'Institut Jean-Jacques Rousseau di Ginevra con Jean Piaget ed in seguito a Parigi con Henri Wallon. In un documento redatto dalla parlamentare, ex partigiana e educatrice Claudia Maffioli, se ne tracciano le qualità di direttrice del convitto di Novara e si riporta di come il futuro psicologo infantile ed ex partigiano Guido Petter, avesse iniziato la sua attività di educatore proprio aiutando e assistendo la Princigalli. Sia Petter sia Maffioli in due diverse occasioni hanno ricordato i meriti della Princigalli per aver introdotto nei convitti Rinascita le più avanzate metodologie educative apprese all'estero. Lo stesso Petter tradusse negli anni Settanta il noto testo di Piaget La géométrie spontanée de l’enfant in cui l'eminente psicologo svizzero cita una ricerca condotta assieme alla Princigalli. Sui rapporti tra quest'ultima e Jean Piaget, vale la pena di citare una lettera di Cesare Pavese in cui racconta all'editore Erich Linder di aver chiesto alla Princigalli, con la mediazione di Vittorini, d'intercedere su Piaget per ottenere un'edizione aggiornata di La représentation du monde chez l'enfant al fine di pubblicarlo in Italia per Einaudi, nella collana curata dallo stesso Pavese assieme all'etnologo Ernesto de Martino.
Romano Chiovini, fratello del partigiano e storico della Resistenza Nino Chiovini e membro della divisione Flaim assieme alla Princigalli, ricorda di averla conosciuta alla fine degli anni Quaranta assieme alla psicologa infantile ed ex partigiana Marcella Balconi all'orfanotrofio dell'Istituto Pedroni a Cresseglio in provincia di Verbania, diretto da Adelina Guadagnucci.
Al rientro dalla Francia, Dina Rinaldi nel 1950 la propose alla direzione del PCI come membro della futura redazione della rivista "Educazione Democratica" di cui faceva parte anche Gianni Rodari. Per conto della rivista scrisse l'articolo La pedagogia di Anton Makarenko che l'affermò tra i principali esponenti della scuola del pedagogo sovietico, tanto che il testo fu ripreso dalla nota pedagogista Dina Bertoni Jovine.
Per la rivista "Rinascita" diretta da Palmiro Togliatti (sullo stesso numero compaiono articoli di Amendola, Longo e Calvino), pubblicò nel 1950 l'articolo Infanzia del dopoguerra.
Organizzò attività e discussioni tra i ragazzi vittime di guerra e ospitati nei convitti Rinascita. Utilizzava l'arte e il gioco nelle pratiche educative il cui obiettivo primario doveva essere far rifiorire la fiducia in se stessi e negli adulti che avevano tolto loro l’infanzia. Registrava le loro opinioni sulla guerra, sulla differenza tra bene e il male (i fascisti e i partigiani, i tedeschi e gli americani), sulla sfiducia e della speranza. Secondo la Princigalli i bambini dovevano partecipare alla vita democratica della loro scuola-comunità, affermava quindi che i convitti non dovevano limitarsi alla mera funzione di dare un tetto a chi aveva perso genitori e case. Anna Maria Princigalli censurava ogni forma di coercizione sui bambini ed accusava la scuola pubblica di non rendere “L’infanzia un’esperienza felice”. In effetti denunciò il fatto che i ragazzi che avevano ottenuto ottimi risultati nei convitti Rinascita, una volta inseriti nella scuola pubblica registravano peggioramenti e bocciature. Non a caso, la Princigalli fece parte della commissione del ministro Gonella per la riforma della scuola composta dai più noti pedagogisti italiani, ma la loro proposta di legge non fu mai approvata a causa dei contrasti in seno alla Democrazia Cristiana.
A causa dell'aggravarsi della malattia polmonare e di altri problemi personali e di salute, si ritirò a soli 40 anni dalla vita pubblica e accademica. Mancano indicazioni precise su luoghi e date ma trascorse alcuni anni in una clinica psichiatrica di Roma, quando Paolo Pescetti venne a conoscenza della cosa ne chiese l'affidamento che gli venne negato perché non era un famigliare. Pescetti informò la direzione del partito e con la collaborazione dello stesso organizzò una rocambolesca evasione dal manicomio. Anche i vecchi capi partigiani quali Ferruccio Parri, Aristide Marchetti, Giuseppe Boffa e Gian Carlo Pajetta si interessarono alla sua sorte.
Anna Maria Princigalli trascorse gli ultimi anni della sua vita alloggiando, lavorando e studiando presso l'Istituto di studi comunisti delle Frattocchie. Morì il 24 gennaio del 1969. 
Il quotidiano «l'Unità» la salutò come valorosa partigiana, educatrice e pedagoga dei convitti Rinascita. Infatti oltre a Milano e a Novara lavorò anche all'asilo dell'ANPI a Roma. La scomparsa accidentale degli archivi originali del convitto di Novara e il suo ritiro prematuro spiegano forse le ragioni del suo oblio dalla storiografia ufficiale sui convitti Rinascita. 